# Peter Ebdon
Peter Ebdon (Londen, 27 augustus 1970) is een voormalig Engelse professionele snookerspeler.

## Biografie
Ebdon werd geboren in Noord-Londen en woonde tot zijn achttiende in de wijk Islington. In z'n beginjaren droeg hij nog een lange paardenstaart, wat hem de bijnaam the ponytail gaf. Tegenwoordig is hij echter nagenoeg kaal. In de snookerclub waar hij vroeger trainde in Londen ontging zijn aanwezigheid niemand, omdat hij altijd aan tafel stond met een enorme sleutelbos aan z'n riem die behoorlijk tekeer ging. In 1990 won hij de Dutch Open door Tony Knowles met 6-4 te verslaan.
Ebdon werd in 1991 professioneel snookerspeler en klom snel omhoog in de ranglijst tot de derde positie in 1996. Zijn beste prestatie was zijn 18-17-overwinning op Stephen Hendry
in de finale van het wereldkampioenschap snooker 2002. Tot dat moment was zijn beste prestatie in dat toernooi een finaleplaats in 1996. Hij verloor toen met 18-12 van Stephen Hendry. Ebdon haalde op het WK 2006 voor de derde keer de finale. Hierin verloor hij van Graeme Dott. In het seizoen 2009/2010 zakte hij op de wereldranglijst naar de achttiende plaats en verdween daarmee na 16 jaar uit de top 16.
Ebdon werd nogal controversieel eind jaren 90 door meermaals overwinningen te vieren met een luid come on! Hierdoor kwam hij in aanvaring met onder anderen Stephen Hendry en Stephen Lee (in 2002). Tegenwoordig weet Ebdon zich beter te beheersen. Ook staat Ebdon bekend om zijn langzame maar uiterst geconcentreerde spel, waarmee hij zich de bijnaam 'psycho' heeft verworven.
Ebdon is ook kleurenblind. Als de bruine bal naast een rode bal ligt, moet hij soms aan de scheidsrechter vragen welke van de twee de bruine bal is.
Naast snooker is Ebdon geïnteresseerd in het fokken van racepaarden, goede wijnen en zwemmen. Hij is gescheiden en heeft vier kinderen. Tegenwoordig woont hij in Hongarije.

## Belangrijkste resultaten

### Rankingtitels
| #  | Seizoen     | Toernooi                   | Verliezend finalist | Verliezend finalist | Score |
| -- | ----------- | -------------------------- | ------------------- | ------------------- | ----- |
| 1. | 1993 / 1994 | World Open                 | Ken Doherty         | IRL                 | 9-6   |
| 2. | 1996 / 1997 | Thailand Masters           | Nigel Bond          | ENG                 | 9-7   |
| 3. | 2000 / 2001 | Scottish Open              | Ken Doherty         | IRL                 | 9-7   |
| 4. | 2000 / 2001 | British Open               | Jimmy White         | ENG                 | 9-6   |
| 5. | 2001 / 2002 | World Snooker Championship | Stephen Hendry      | SCO                 | 18-17 |
| 6. | 2003 / 2004 | Irish Masters              | Mark King           | ENG                 | 10-7  |
| 7. | 2006 / 2007 | UK Championship            | Stephen Hendry      | SCO                 | 10-6  |
| 8. | 2008 / 2009 | China Open                 | John Higgins        | SCO                 | 10-8  |
| 9. | 2011 / 2012 | China Open                 | Stephen Maguire     | SCO                 | 10-9  |

### Non-rankingtitels
| #  | Seizoen     | Toernooi         | Verliezend finalist | Verliezend finalist | Score |
| -- | ----------- | ---------------- | ------------------- | ------------------- | ----- |
| 1. | 1994 / 1995 | Irish Masters    | Stephen Hendry      | SCO                 | 9-8   |
| 2. | 1995 /1996  | Malta Grand Prix | John Higgins        | SCO                 | 7-4   |
| 3. | 1996 / 1997 | Scottish Masters | Alan McManus        | SCO                 | 9-6   |

### Wereldkampioenschap
Hoofdtoernooi (laatste 32 of beter):
| #   | Seizoen     | Editie  | Prestatie      | Extra                                  |
| --- | ----------- | ------- | -------------- | -------------------------------------- |
| 1.  | 1991 / 1992 | WK 1992 | Kwartfinale    | Verloor met 13-7 van Terry Griffiths   |
| 2.  | 1992 / 1993 | WK 1993 | Laatste 32     | Verloor met 10-3 van Steve Davis       |
| 3.  | 1993 / 1994 | WK 1994 | Laatste 32     | Verloor met 10-6 van James Wattana     |
| 4.  | 1994 / 1995 | WK 1995 | Kwartfinale    | Verloor met 13-8 van Andy Hicks        |
| 5.  | 1995 / 1996 | WK 1996 | Finale         | Verloor met 18-12 van Stephen Hendry   |
| 6.  | 1996 / 1997 | WK 1997 | Laatste 32     | Verloor met 10-3 van Stefan Mazrocis   |
| 7.  | 1997 / 1998 | WK 1998 | Kwartfinale    | Verloor met 13-11 van Mark Williams    |
| 8.  | 1998 / 1999 | WK 1999 | Laatste 32     | Verloor met 10-7 van Matthew Stevens   |
| 9.  | 1999 / 2000 | WK 2000 | Laatste 32     | Verloor met 10-6 van Dominic Dale      |
| 10. | 2000 / 2001 | WK 2001 | Kwartfinale    | Verloor met 13-6 van Ronnie O'Sullivan |
| 11. | 2001 / 2002 | WK 2002 | Wereldkampioen | Won met 18-17 van Stephen Hendry       |
| 12. | 2002 / 2003 | WK 2003 | Kwartfinale    | Verloor met 13-12 van Paul Hunter      |
| 13. | 2003 / 2004 | WK 2004 | Laatste 32     | Verloor met 10-8 van Ian McCulloch     |
| 14. | 2004 / 2005 | WK 2005 | Halvefinale    | Verloor met 17-12 van Shaun Murphy     |
| 15. | 2005 / 2006 | WK 2006 | Finale         | Verloor met 18-14 van Graeme Dott      |
| 16. | 2006 / 2007 | WK 2007 | Laatste 16     | Verloor met 13-8 van Mark Selby        |
| 17. | 2007 / 2008 | WK 2008 | Kwartfinale    | Verloor met 13-9 van Ali Carter        |
| 18. | 2008 / 2009 | WK 2009 | Laatste 32     | Verloor met 10-5 van Nigel Bond        |
| 19. | 2009 / 2010 | WK 2010 | Laatste 32     | Verloor met 10-5 van Graeme Dott       |
| 20. | 2010 / 2011 | WK 2011 | Laatste 32     | Verloor met 10-8 van Stuart Bingham    |
| 21. | 2011 / 2012 | WK 2012 | Laatste 32     | Verloor met 10-4 van Ronnie O'Sullivan |
| 22. | 2012 / 2013 | WK 2013 | Laatste 32     | Verloor met 10-6 van Graeme Dott       |
| 23. | 2015 / 2016 | WK 2016 | Laatste 32     | Verloor met 10-2 van Marco Fu          |
| 24. | 2016 / 2017 | WK 2017 | Laatste 32     | Verloor met 10-5 van Stuart Bingham    |

Joe Davis · Walter Donaldson · Fred Davis · Horace Lindrum · John Pulman · John Spencer · Ray Reardon · Alex Higgins · Terry Griffiths · Cliff Thorburn · Steve Davis · Dennis Taylor · Joe Johnson · Stephen Hendry · John Parrott · Ken Doherty · John Higgins · Mark Williams · Ronnie O'Sullivan · Peter Ebdon · Shaun Murphy · Graeme Dott · Neil Robertson · Mark Selby · Stuart Bingham · Judd Trump · Luca Brecel · Kyren Wilson · Zhao Xintong